# Il noce di Benevento

Il noce di Benevento (Le Noyer de Bénévent) est un ballet fantastique du danseur et chorégraphe Salvatore Viganò, sur une musique de Franz Xaver Süßmayr, dont la première est donnée à La Scala de Milan le 25 avril 1812.
Le thème reprend une légende populaire selon laquelle, à Bénévent, un noyer servait de lieu de rencontre magique.
Stendhal a été très frappé par les chorégraphies de Viganò et en fait état dans son Voyage en Italie.
Niccolò Paganini, frappé par la danse effrénée de la scène des sorcières, compose Le Streghe opus 8 (1813), variations sur la cordes de sol, qu'il présente à la Scala le 29 octobre et où il est bissé. Un correspondant milanais du journal musical Allgemeine musikalische Zeitung en rapporte l'événement.
En 1832, Jean Schneitzhoeffer présente La Sylphide, où l'acte II dépeint un Sabbat.